# Драбівський Радгосп
Дра́бівський Радго́сп — пасажирський залізничний зупинний пункт Шевченківської дирекції Одеської залізниці.
Розташований на півдні селища Драбове-Барятинське, Драбівський район Черкаської області на лінії Оржиця — Золотоноша I між станціями Мехедівка (10 км) та Драбове-Барятинське (2 км).
Тричі на добу ходить дизель Гребінка — ім. Тараса Шевченка через Черкаси.